# Cavmont Capital Holdings Zambia
Cavmont Capital Holdings Zambia, auch CCHZ oder the company, ist eine Aktiengesellschaft in Sambia.
CCHZ wurde am 6. Januar 1999 gegründet und ist seit dem 14. September 2006 an der Börse Lusaka Stock Exchange primär gelistet. Sie hat 2.430.736.618 Aktien zum Nennwert von einem Sambischen Kwacha ausgegeben. 2006 befanden sich 24,9 Prozent der Aktien im Besitz von Paul Cave, 24,5 Prozent von S. Zupello, 15,7 Prozent von Oakley Enterprise, 10,2 Prozent von B. H. White und 24,7 Prozent sind gestreut. Hauptsitz der CCHZ ist Lusaka, Mukuba Pension House, Dedan Kimathi Road.
CCHZ wurde am 6. Januar 1999 durch die Cavmont Gruppe in London, einer Investmentgesellschaft für Finanzdienste in und für Afrika, und der New Capital Bank gegründet. Vor dem 1. Januar 2004 hielt diese vorläufige CCHZ 88,73 Prozent an Cavmont Zambia und 83,6 Prozent an der New Capital Bank. Diese beiden Niederlassungen in Sambia fusionierten zum Jahreswechsel zur Cavmont Capital Bank Limited. Damit besteht der Auftrag der CCHZ darin, die Cavmont Capital Bank Limited zu kontrollieren. Diese hat Niederlassungen in Lusaka, Chingola, Ndola, Kitwe, Mbala, Mpulungu, Mansa und Kasama.
Auftrag der Cavmont Capital Bank Limited ist ein Bankwesen für Leute mit geringem und mittlerem Einkommen. Dafür stehen von Seiten der Cavmont Gruppe 612.000 Britische Pfund zur Verfügung.